# Abraço de Mãe
Abraço de Mãe é um filme de terror brasileiro de 2024, dirigido por Cristian Ponce e roteirizado com André Pereira e Gabriela Capello. Estrelado por Marjorie Estiano, o filme acompanha uma jovem bombeira que, após ter sido afastada do trabalho, volta à sua equipe de resgaste e enfrenta um cenário incerto ao fazer uma missão num asilo cheio de acontecimentos sombrios. Conta ainda com as atuações de Chandelly Braz, Javier Drolas, Val Perré, Reynaldo Machado e Ângela Rabelo nos demais papéis.
Abraço de Mãe teve sua première mundial no Festival Internacional de Cinema de Sitges em 3 de outubro de 2024 e foi lançado oficialmente em 23 de outubro de 2024 pela Netflix. O filme obteve uma recepção mista e positiva da crítica especializada, que o considerou como um terror lovecraftiano e um despertar para o potencial da indústria brasileira de filmes de gênero. Apesar de ser considerado como pouco ousado, a performance de Marjorie Estiano foi elogiada e sua personagem considerada como uma clássica final girl do gênero de filmes de terror.

## Sinopse
Em fevereiro de 1996, durante um dos temporais mais devastadores que já assolaram o Rio de Janeiro, uma equipe de bombeiros recebe um chamado urgente para evacuar um asilo ameaçado de desabamento. Entre eles está Ana (Marjorie Estiano), uma jovem bombeira que havia sido afastada após sofrer um ataque de pânico durante uma operação. Forçada a retornar à sua antiga equipe de resgate, Ana enfrenta um cenário repleto de incertezas. Ao chegarem ao asilo, os bombeiros se deparam com os enigmáticos moradores, que revelam ter planos próprios com a chegada das chuvas. Nesse contexto hostil, Ana se vê diante do desafio de confrontar seu próprio passado, enquanto luta para sobreviver e salvar os outros antes que o tempo se esgote.

## Elenco
| Ator/Atriz        | Personagem   |
| ----------------- | ------------ |
| Marjorie Estiano  | Ana          |
| Mel Nunes         | Ana (jovem)  |
| Chandelly Braz    | Cristina     |
| Javier Drolas     | Ulisses      |
| Reynaldo Machado  | Roque        |
| Val Perré         | Dias         |
| Thelmo Fernandes  | Coronel      |
| Ângela Rabelo     | Drika        |
| Rafael Canedo     | Mourão       |
| Helena Varvaki    | Carmem       |
| Rafael Canedo     | Mourão       |
| Maria Volpe       | Lia          |
| Lian Tai          | Mulher       |
| Chao Chen         | Mulher       |
| Ricardo Ventura   | Sr. Carvalho |
| João Lucas Romero | Paramédico   |
| Rodrigo de Arruda | Visitante    |

## Antecedentes e produção
Antes de Abraço de Mãe, o argentino Cristian Ponce trabalhou expressivamente no gênero do terror como co-criador da série de animação A Frequência Kirlian e na direção do suspense de horror cósmico Historia de lo oculto, filme que se destacou entre entusiastas do gênero. Em comunicado, Ponce explicou que o longa é inspirado pelos trabalhos de John Carpenter, mestre do horror e dos filmes de cerco. Ele ressaltou que uma das maiores influências da produção é a forma como Carpenter narra histórias de pessoas presas em lugares sem escapatória. Ponce mencionou que a equipe busca criar sua própria mitologia, apresentando residentes que formaram um culto e tentam viver uma "vida melhor", embora o significado desse conceito possa ser bastante subjetivo.
O roteiro é escrito pelos brasileiros André Pereira, conhecido por O Rastro, que também assina a produção, e Gabriela Capello, que trabalhou em Regra 34. Um dos temporais mais intensos da história do Rio de Janeiro é o cenário do terror psicológico vivido por Ana, interpretada por Marjorie Estiano, uma bombeira que luta pela sobrevivência. A cidade tem um longo histórico de chuvas fortes, começando com o relato do Padre Anchieta na década de 1570, e inclui enchentes memoráveis em 1811, 1924, 1966 e 1988, entre outras.

### Desenvolvimento
Em novembro de 2022, foi divulgado que Marjorie Estiano estrelaria um filme de terror argentino. O anúncio aconteceu após seu rompimento de contrato com a TV Globo após 20 anos de trabalho. A produção foi descrita pela revista Variety como um "terror de sobrevivência" centrado em um grupo de bombeiros que tentava evacuar um prédio durante uma das maiores tempestades do Rio de Janeiro, em 1996. A publicação americana destacou a atriz, que já havia sido indicada ao Emmy Internacional por seu papel em Sob Pressão, como uma das maiores estrelas da televisão brasileira. Em um comunicado exclusivo à Variety, o diretor argentino expressou sua emoção por iniciar os trabalhos da produção, mencionando o esforço dedicado ao desenvolvimento do roteiro e anunciando que as filmagens de Abraço de Mãe estavam programadas para março.
Não era a primeira vez que a atriz se envolvia em produções de terror; ela já havia sido protagonista do filme As Boas Maneiras (2017), dirigido por Marco Dutra e Juliana Rojas. Marjorie também compartilhou suas expectativas para a nova produção, prevista para estrear em 2023. Ela comentou sobre sua empolgação em interpretar uma personagem que enfrenta traumas do passado, descrevendo o roteiro como delicado e repleto de simbolismo e temas universais. A atriz ressaltou que lidar com fantasmas e aceitar a própria história pode ser doloroso, mas também libertador, e acreditava que a experiência seria desafiadora tanto fisicamente quanto psicologicamente.

### Filmagens
Em março de 2023, foi divulgado que a equipe deu início às filmagens do filme na cidade do Rio de Janeiro, anunciando Marjorie Estiano como a protagonista do longa-metragem de terror. Chandelly Braz, Ângela Rabelo, Reynaldo Machado e Thelmo Fernandes também foram anunciados no elenco em março de 2023. Os atores e a equipe de filmagens receberam treinamento do Corpo de Bombeiros do Rio de Janeiro, o que tornou possível a realização das filmagens no conhecido Quartel Central da corporação, localizado na Região Central da cidade. Em maio, foram divulgadas as primeiras fotos da produção mostrando Marjorie Estiano caracterizada como uma bombeira atormentada.

## Lançamento
O trailer do filme foi lançado em 11 de outubro de 2024 e divulgado nos meios de comunicação pela produtora Lupa Filmes. Abraço de Mãe teve sua première mundial no Festival Internacional de Cinema de Sitges, na Espanha, um dos mais importantes festivais de cinema mundial do gênero fantástico, na sessão panorama nos dias 3 e 4 de outubro de 2024. Nos Estados Unidos, foi exibido no Beyond Fest, festival de cinema de gênero, promovido pela Cinemateca Americana em parceria com a distribuidora NEON, que aconteceu em Los Angeles. Dias depois, estreou no Brasil no 26° Festival do Rio, onde teve duas sessões exibidas para o público, sendo uma para convidados, que aconteceu no sábado dia 12 de outubro com presença do diretor e elenco.

### Mídia caseira
A estreia oficial do filme se deu de forma exclusiva na plataforma de streaming da Netflix em 23 de outubro de 2024, sendo disponibilizado internacionalmente nas regiões atendidas pelo serviço.

## Recepção

### Crítica

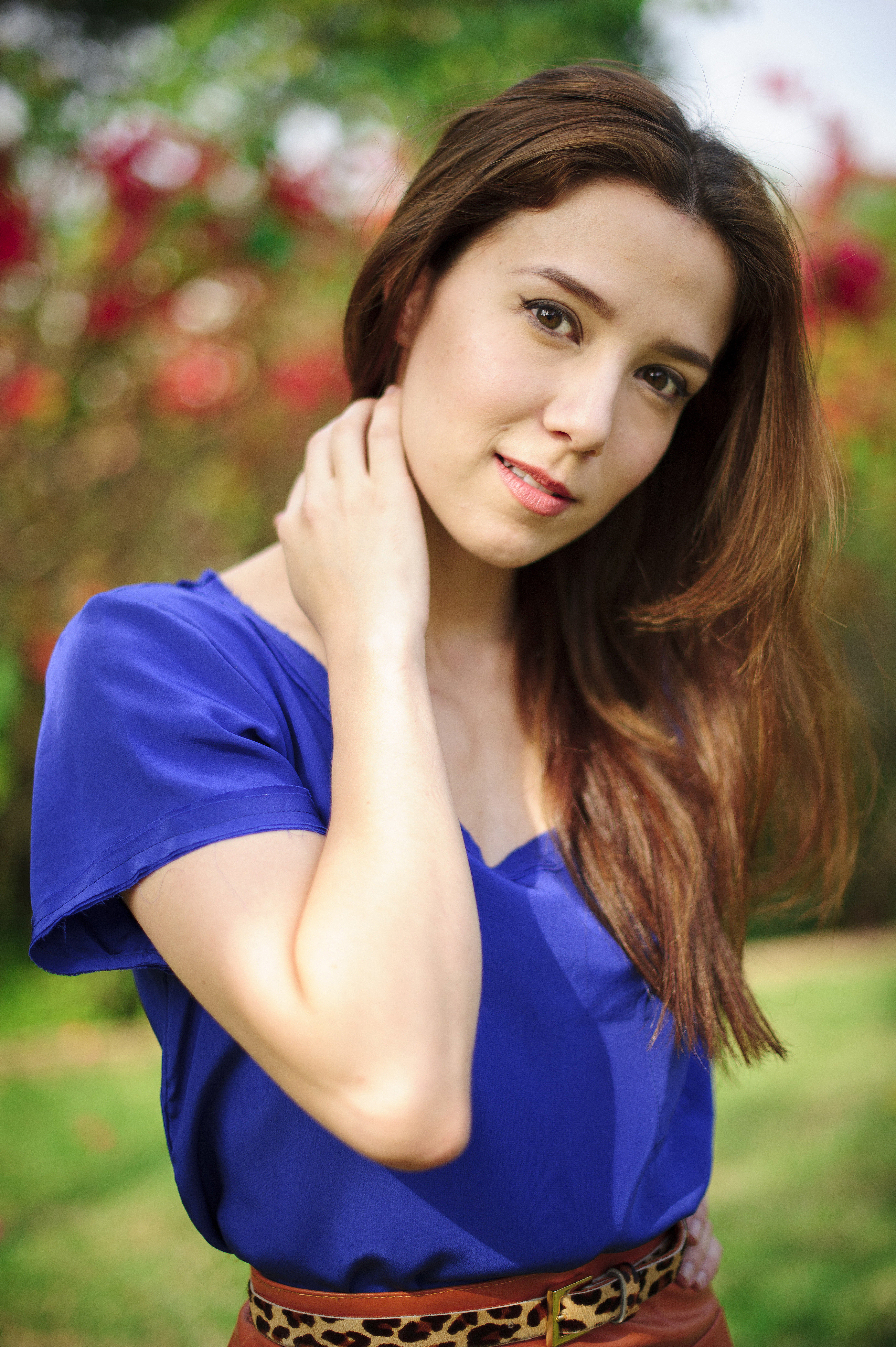
O desempenho de Marjorie Estiano como a protagonista recebeu inúmeros elogios.

Abraço de Mãe obteve uma boa repercussão entre os entusiastas do gênero e uma recepção mista da crítica especializada. Waldemar Dalenogare avaliou com uma nota 6 de 10, avaliando-o como um terror lovecraftiano. Em sua crítica no CinePOP, Janda Montenegro avaliou com nota 3 de 5 e disse que "com boas cenas de terror/horror e uma história sobrenatural (...) mostra o potencial da indústria de filmes de gênero no Brasil, sendo este mais um bom trabalho de Marjorie Estiano."
Em sua crítica publicada no portal do Observatório de Cinema e Audiovisual, da UFF, João Pedro Ferreira analisou Abraço de Mãe como um avanço significativo para o gênero de horror no Brasil, destacando sua exploração de temas profundos como trauma e vulnerabilidade. Ele apontou que o desafio está em firmar a relevância do gênero em um cenário cinematográfico que frequentemente prioriza outras narrativas. Embora o filme represente um marco na evolução do horror nacional, Ferreira observou que sua eficácia depende de uma estrutura narrativa mais coesa que conecte suas diversas influências sem sacrificar a profundidade emocional. Assim, a obra provoca uma reflexão sobre a fragilidade da condição humana e enfatiza a necessidade de um compromisso rigoroso com a construção narrativa, para que o impacto do horror seja realmente significativo e duradouro.
Ramon Vitor, em sua crítica no site O Vício, expressou frustração pela falta de aprofundamento em alguns temas interessantes da trama de Abraço de Mãe. Ele destacou uma situação intrigante em que quase ninguém deseja ser salvo após uma denúncia de desabamento em um asilo, com uma sugestão de seita religiosa que ficou apenas como um esboço. Vitor apontou que o diretor Cristian Ponce e sua equipe se esforçaram para criar um filme sólido, mas acabaram evitando se comprometer com temas mais complexos, resultando em uma obra intrigante, porém sem ousadia. Apesar disso, a atuação de Marjorie Estiano foi elogiada por sua força, comparando seu arco ao de Ellen Ripley em Aliens: O Resgate (1986), e contribuindo para que os problemas do filme fossem vistos como contratempos menores. Quando o filme se transforma em um survival, a atriz se destaca como uma das grandes final girls do cinema.